# 水野十子
水野十子（8月7日—），日本少女漫画家、插画家。德島縣出身，血型O型。1999年出任光榮公司的電腦遊戲《遙遠時空》的人物設定。

## 游戏人设
- 遙遠時空系列

## 漫画
- 《遙遠時空》、全17册、原名、2000-2010年、LaLa·LaLaDX
- 《從前有個呆頭鵝》、全1冊、原名
- 《平安异闻草纸》 短篇集
- 《國王遊戲》、原名、2007年-连载中、LaLa

## 外部連結
- （日語）